# Columba (zoologia)
Columba Linnaeus, 1758 è un genere di uccelli della famiglia Columbidae.
I termini "colombo" e "piccione", usati talvolta indifferentemente, designano comunemente varie specie appartenenti a questo genere. Quella più grande è il colombaccio, diffuso in tutta Europa in ambienti boschivi, mentre il piccione selvatico occidentale è la specie più diffusa nelle aree urbane delle città, affine a varietà addomesticate dall'uomo fin da tempi preistorici. Il genere include diverse decine di specie, molte delle quali di dimensioni leggermente inferiori ai piccioni domestici. I colombi popolano soprattutto aree temperate della regione eurasiatica, però ci sono alcune specie tropicali (soprattutto del Sud-Est asiatico).

## Tassonomia
Comprende le seguenti specie:
- Columba livia J.F.Gmelin, 1789 - piccione selvatico occidentale
- Columba rupestris Pallas, 1811 - piccione selvatico orientale
- Columba leuconota Vigors, 1831 - piccione delle nevi
- Columba guinea Linnaeus, 1758 - piccione marezzato
- Columba albitorques Rüppell, 1837 - piccione dal collare
- Columba oenas Linnaeus, 1758 - colombella
- Columba eversmanni Bonaparte, 1856 - piccione dorsochiaro
- Columba oliviae Clarke, S, 1918 - piccione di Somalia
- Columba palumbus Linnaeus, 1758 - colombaccio comune
- Columba trocaz Heineken, 1829 - colomba di Madera
- Columba bollii Godman, 1872 - colomba di Bolle
- Columba junoniae Hartert, 1916 - colomba dei lauri
- Columba unicincta Cassin, 1860 - piccione afep
- Columba arquatrix Temminck, 1808 - piccione oliva africano
- Columba sjostedti Reichenow, 1901 - piccione oliva del Camerun
- Columba thomensis Barboza du Bocage, 1888 - piccione oliva di São Tomé
- Columba pollenii Schlegel, 1865 - piccione oliva delle Comore
- Columba hodgsonii Vigors, 1832 - colombaccio marezzato
- Columba albinucha Sassi, 1911 - piccione nucabianca
- Columba pulchricollis Blyth, 1846 - colombaccio cenerino
- Columba elphinstonii (Sykes, 1832) - colombaccio delle Nilgiri
- Columba torringtoniae (Kelaart, 1853) - colombaccio di Sri Lanka
- Columba punicea Blyth, 1842 - piccione capochiaro
- Columba argentina Bonaparte, 1855 - colombaccio argentato
- Columba palumboides (Hume, 1873) - colombaccio delle Andamane
- Columba janthina Temminck, 1830 - colombaccio del Giappone
- Columba versicolor Kittlitz, 1832 - colombaccio delle Bonin †
- Columba jouyi (Stejneger, 1887) - piccione delle Ryukyu †
- Columba vitiensis Quoy & Gaimard, 1830 - piccione metallico
- Columba leucomela Temminck, 1821 - piccione testabianca
- Columba pallidiceps (E.P.Ramsay, 1878) - piccione zampegialle
- Columba delegorguei Delegorgue, 1847 - colomba di Delegorgue
- Columba iriditorques Cassin, 1856 - colomba nucabronzata
- Columba malherbii J.Verreaux & E.Verreaux, 1851 - colomba nucabronzata di São Tomé
- Columba larvata Temminck, 1809 - tortora cannella